# Хигашикуруме
Хигашикуруме (јап. 東久留米市) град је у Јапану у префектури Токио. Према попису становништва из 2005. у граду је живело 115.330 становника.

## Становништво
Према подацима са пописа, у граду је 2005. године живело 115.330 становника.
| 1995.   | 2000.   | 2005.   |
| ------- | ------- | ------- |
| 111.097 | 113.302 | 115.330 |